# Onze-Lieve-Vrouw-van-Smartenkapel (Aarschot)

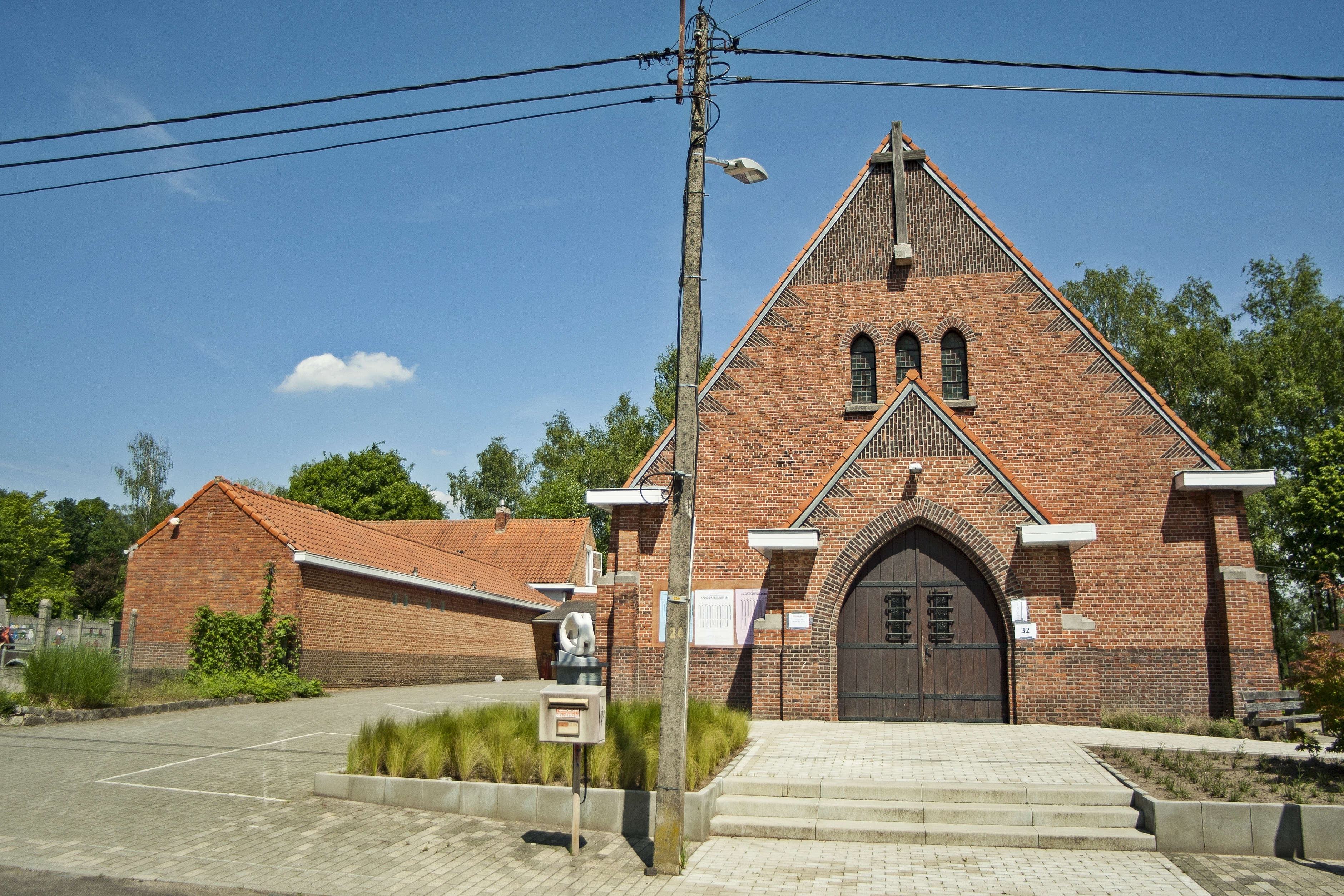
De kapel van Onze-Lieve-Vrouw van Smarten te Haterbeek-Bergvijver (Aarschot)

De Onze-Lieve-Vrouw-van-Smartenkapel bevindt zich in het gehucht Bergvijver van de Belgische stad Aarschot. De kapel werd in 1939 gebouwd en is toegewijd aan Onze-Lieve-Vrouw van Smarten.

## Ontstaan
In de jaren dertig van vorige eeuw groeide de bevolking aan de rand van Aarschot. De gehuchten Bergvijver, Aurheide en Haterbeek werden meer zelfstandige gemeenschappen, die voor onderwijs en eredienst niet langer afhankelijk wilden zijn van het centrum van Aarschot. 
Met het oog op de oprichting van een school en kapel kocht de geestelijke overheid van de stad Aarschot, via de ‘v.z.w. Vereniging der Parochiale Werken van de Dekenij Aarschot’, in 1935 voor 25.227 BEF een stuk grond van ca. 1,5 ha, gelegen in de hoek gevormd door de Tieltsebaan en de Haterbeekstraat.
In 1937 bouwden de zusters van het Heilig Hart van Maria van Berlaar voor ca. 100.000 BEF een school met twee leslokalen, resp. voor het kleuteronderwijs en voor het eerste en tweede leerjaar van het lager onderwijs, zowel voor jongens als voor meisjes.
In het daaropvolgende jaar, 1938, begon men naar de plannen van architect Victor Van Roey met de bouw van de kapel Onze-Lieve-Vrouw van Smarten. De aannemer was Louis Van Vlasselaer uit Ourodenberg. Deze had ook de school gebouwd en was met zijn offerte van 108.259,68 BEF de goedkoopste van de ingezonden aanbiedingen. Op zondag 5 februari 1939 werd de kerk door hulpbisschop monseigneur Van Cauwenbergh ingewijd tijdens een plechtigheid waaraan meer dan 550 personen deelnamen.
In september 1939 werd de klok ingewijd. Deze was een geschenk van de toenmalige Aarschotse burgemeester Oscar Coomans de Brachène.

## De kapelanie

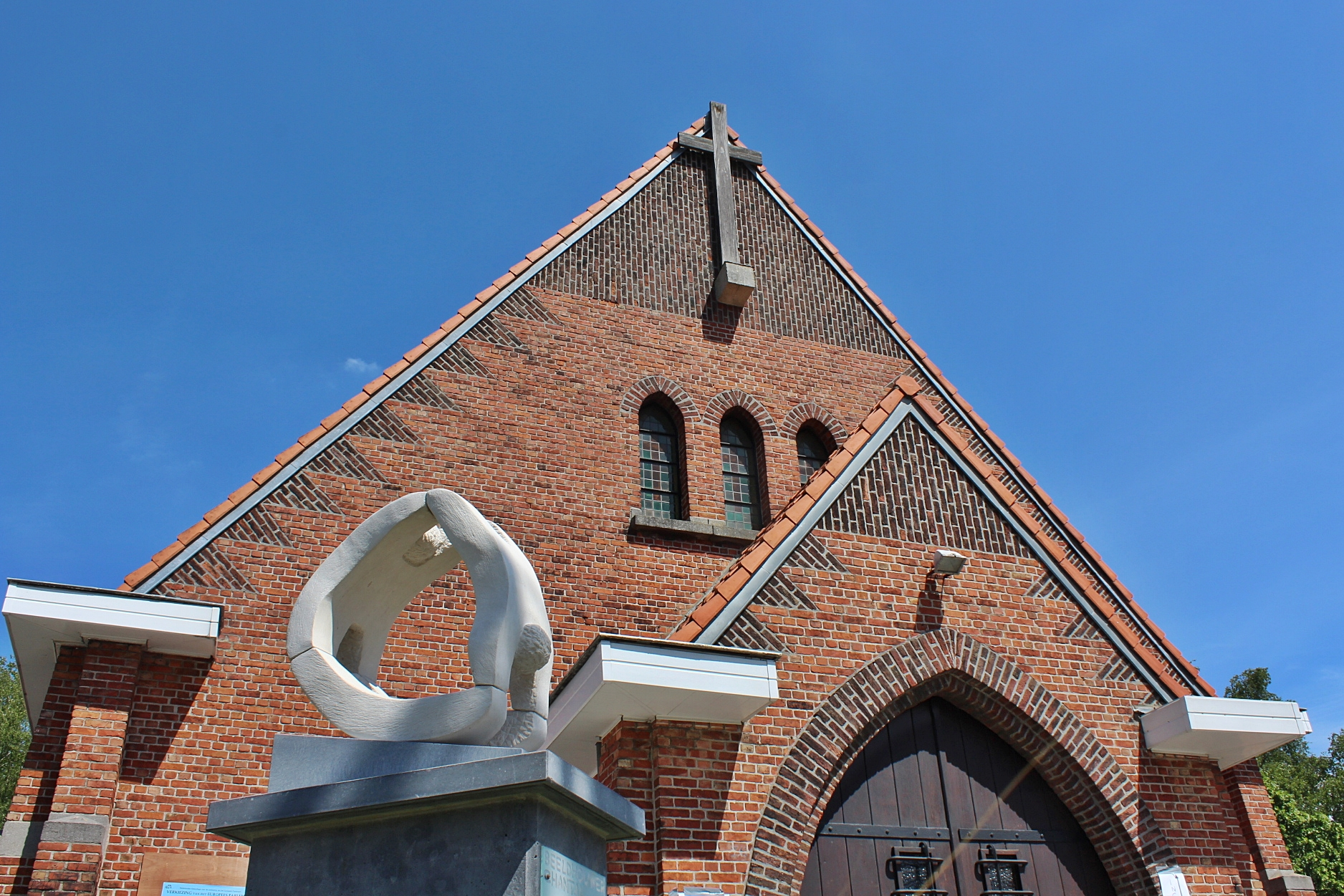
Zicht op de voorgevel en het beeld 'Spelende kinderen' van Chantal Smets.

Bergvijver zou nooit een zelfstandige parochie worden maar deel uitmaken van de Aarschotse parochie van Onze-Lieve-Vrouw. Toch zouden er lange tijd priesters de zondagsdienst en een deel van het parochiewerk op zich nemen. 
De eerste kapelaan was E.H. Louis Raeymaekers (1908 - 1977). In de rubriek ‘Onze Verdienstelijke Burgers’ van het lokale weekblad De Klok  werd hij beschreven als ‘een graag beluisterd gelegenheidspredikant, [..] een flinke zanger en uitdeeler van de H. Communie'. en vooral ook als knap schrijver van avontuurlijke jeugdboeken. Hij zou twintig jaar lang, tot 1959, de geloofsgemeenschap in Bergvijver begeleiden.
In 1977 werd E.H. Karel Jespers (1924 - 2013) kapelaan. Hij was oud-directeur van het Sint-Jozefscollege te Aarschot. Hij zorgde ervoor dat het gemeenschapsleven bleef groeien met o.a. wijkfeesten, de vereniging ‘Ziekenzorg’, een zangkoor en missen opgeluisterd met eigentijdse muziek.
Op 15 december 2012 werd de kapel van Bergvijver voor de laatste keer gebruikt voor een misviering van de wijkgemeenschap. Sinds 2014 komt de Evangelische Kerk van Aarschot hier samen voor haar vieringen. 

## Het gebouw

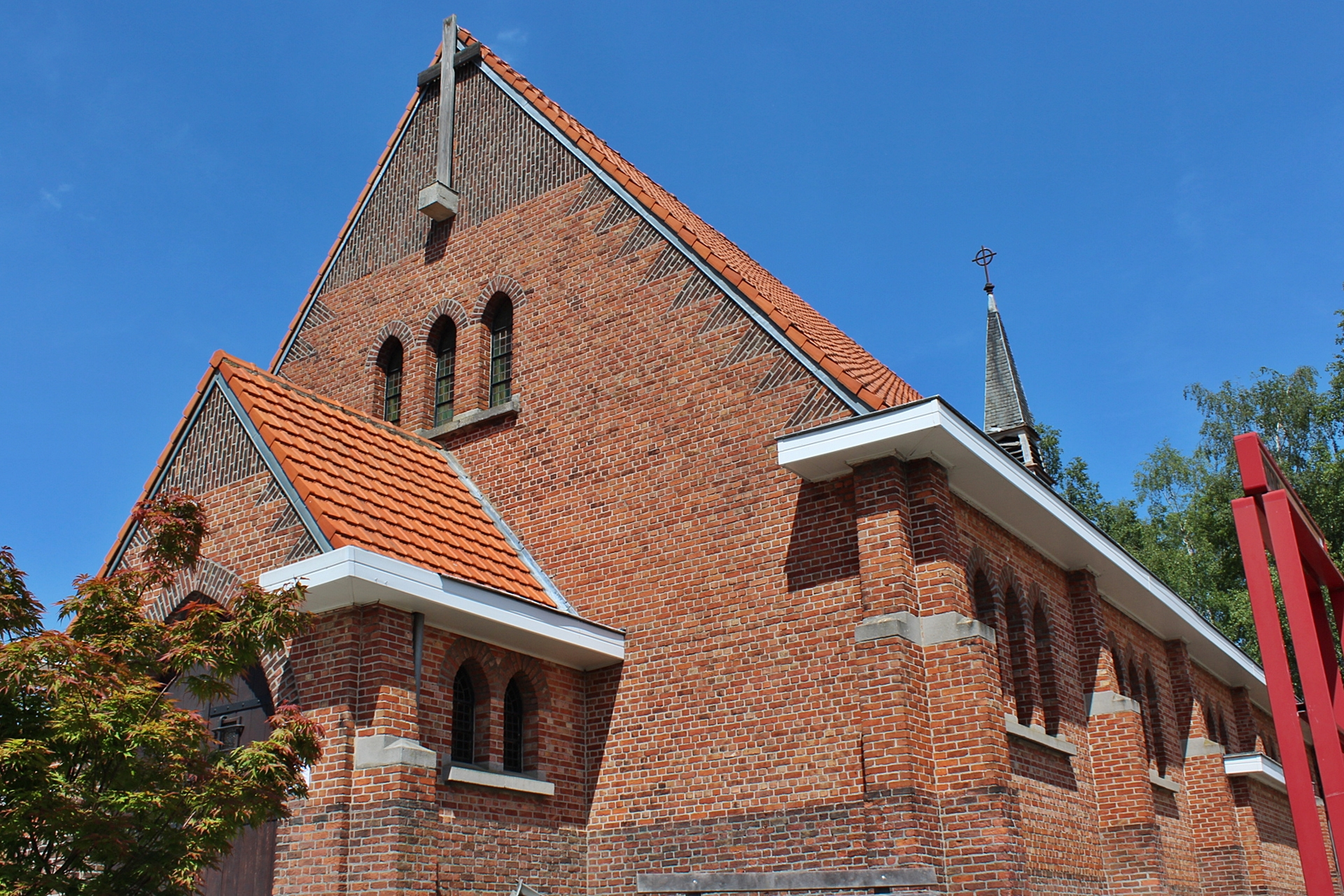
Gevel en zijaanzicht.

De architect is Victor Van Roey (1886-1968). De kapel is een eenvoudig zaalkerkje dat landelijk aandoet door het gebruik van het hoge zadeldak en de bakstenen vlechtingen aan de opstaande dakranden. Vier groepen van drie spitsboogvensters ritmeren de langste zijden. Afwisseling in de vlakke muurdelen wordt bekomen door de accenten van bruine klampsteen voor de muurbasis, vensterbogen en vlechtingen, tegen de gladde rode bakstenen van de muren. Er is geen toren. Op de scheiding tussen koor en schip is er een vierkantige dakkapel met een hoge spits, waarop een kruis staat. Hierin hangt ook de enige klok.
Het interieur wordt door de talrijke kleine ramen in de zijmuren verlicht. Het plafond is een gebroken tongewelf in donker hout. De ondiepe apsis wordt door enkele treden en een spitsboog in zichtbare baksteen gescheiden van het schip. Ook hier is het plafond een gebroken tongewelf.